# Antoni Krzyczkowski
Antoni Krzyczkowski (ur. 20 kwietnia 1898 w Bugurusłanie, zm. 1981 w Santa Barbara) – polski inżynier elektryk, profesor elektroniki, podpułkownik łączności Polskich Sił Zbrojnych.

## Życiorys
Syn Lucjana, oficera zawodowego armii carskiej, i Marii Krzyczkowskich. Ukończył gimnazjum filologiczne w Żytomierzu, a następnie wstąpił na wydział matematyczno-przyrodniczy uniwersytetu w Kijowie. Na drugim roku studiów został powołany do armii carskiej. W październiku 1917 r. po ukończeniu szkoły chorążych piechoty w Peterhofie zgłosił się do I Korpusu Polskiego w Rosji gen. Józefa Dowbora-Muśnickiego, gdzie został młodszym oficerem w 2 Pułku Strzelców Polskich. W kwietniu 1918 powrócił do Kijowa, aby kontynuować studia. W latach 1921–1922 pełnił służbę w 21 pułku piechoty „Dzieci Warszawy” w Warszawie. W latach 1921–1926 był „odkomenderowany na studia”, na Wydziale Elektrycznym Politechniki Warszawskiej. W międzyczasie, 3 maja 1922 został zweryfikowany w stopniu porucznika ze starszeństwem z dniem 1 czerwca 1919 i 851. lokatą w korpusie oficerów piechoty. W 1924 został przeniesiony z korpusu oficerów piechoty do korpusu oficerów łączności i przydzielony do 2 pułku łączności w Jarosławiu. 1 grudnia 1924 awansował na kapitana ze starszeństwem z dniem 15 sierpnia 1924 i 12. lokatą w korpusie oficerów łączności. Po ukończeniu studiów i uzyskaniu tytułu naukowego inżyniera elektryka został przydzielony do Centralnych Zakładów Wojsk Łączności w Warszawie.
Z dniem 18 października 1926 został powołany na dwumiesięczny kurs doszkolenia oficerów korpusu łączności w Obozie Szkolnym Wojsk Łączności w Zegrzu. Kursu nie ukończył, ponieważ od 13 listopada 1926 przebywał na ośmiomiesięcznym kursie w École Supérieure ďElectricitié w Paryżu, a następnie dwumiesięcznym stażu we francuskich fabrykach. 31 października 1927 został przeniesiony do Centralnych Warsztatów Łączności na stanowisko kierownika. Pełniąc służbę na stanowisku kierownika warsztatów w dalszym ciągu pozostawał na ewidencji 2 pułku łączności. Na majora awansował ze starszeństwem z dniem 1 stycznia 1931 i 15. lokatą w korpusie oficerów łączności. Z dniem 1 czerwca 1932 został przeniesiony do pułku radiotelegraficznego w Warszawie na stanowisko dowódcy I batalionu. Z dniem 1 maja 1933 został przeniesiony do dyspozycji Ministra Poczt i Telegrafów. Z dniem 31 października 1933 został przeniesiony do rezerwy.
Od 1 maja 1933 do września 1939 był dyrektorem Departamentu Technicznego Ministerstwa Poczt i Telegrafów. W międzyczasie, przez dziewięć lat wykładał na Politechnice Warszawskiej przedmiot „Urządzenia radiotechniczne”, przez sześć lat (1933–1939) był członkiem Rady Teletechnicznej przy Ministrze Poczt i Telegrafów, od 1934 prezesem, a później członkiem Rady Administracyjnej Państwowych Zakładów Tele i Radiotechnicznych oraz w latach 1937–1939 prezesem Rady Nadzorczej Spółki Akcyjnej „Polskie Radio” i wreszcie od czerwca do września 1939 prezesem Zarządu Głównego Stowarzyszenia Elektryków Polskich.
W czasie kampanii wrześniowej był II zastępcą naczelnego dowódcy wojsk łączności, płk. dypl. Heliodora Cepy i delegatem Ministra Poczt i Telegrafów, inż. Emila Kalińskiego w Naczelnym Dowództwie.
Następnie pełnił służbę w Polskich Siłach Zbrojnych. Awansował na podpułkownika. Kierował grupą polskich inżynierów pracującą dla Królewskiej Marynarki Wojennej. Po zakończeniu wojny pracował jako profesor i kierownik laboratorium radiotechnicznego na Wydziale Elektrycznym Polish University College w Londynie. Po jego likwidacji w 1953 pracował w brytyjskiej firmie produkującej sprzęt radiotechniczny. W 1960 wyemigrował do Stanów Zjednoczonych, gdzie do emerytury pracował w amerykańskim przemyśle elektronicznym. 
Z dniem 6 września 1946 na podstawie uchwały Tymczasowego Rządu Jedności Narodowej, jako jeden z 76 polskich oficerów, służących w Wojsku Polskim na Zachodzie, został pozbawiony obywatelstwa polskiego. Decyzja ta została anulowana 28 listopada 1971 przez rząd premiera Piotra Jaroszewicza.
Zmarł w marcu 1981 w Santa Barbara, w Kalifornii.

## Ordery i odznaczenia
- Krzyż Oficerski Orderu Odrodzenia Polski (11 listopada 1936)[14]
- Krzyż Walecznych
- Złoty Krzyż Zasługi
- Medal Niepodległości (9 listopada 1933)[15]
- Srebrny Krzyż Zasługi (30 listopada 1929)[16]
- Medal Pamiątkowy za Wojnę 1918–1921
- Medal Dziesięciolecia Odzyskanej Niepodległości
- Medal 10 Rocznicy Wojny Niepodległościowej (Łotwa)[17]
- Medal Zwycięstwa (Médaille Interalliée)